# Gestación (escultura)
La escultura Gestación es una obra de arte ubicada junto al puente de la Resistencia Indígena que da acceso al paseo del mismo nombre en Los Caobos, hacia la pista norte (dirección oeste) de la autopista Francisco Fajardo de Caracas, forma parte del proyecto Viarte, ejecutado en el marco del Plan Soluciones Viales para Caracas.
Como parte de los trabajos de ampliación y mejora de la infraestructura vial del área metropolitana de Caracas, el Ministerio del Poder Popular para el Transporte Terrestre y Obras Públicas bajo la rectoría de Haiman El Troudi propuso ejecutar un plan de mejoramiento ornamental de las vías terrestres con la instalación de un museo al aire libre.
Esta obra es del escultor venezolano Daniel Suárez, oriundo de San Cristóbal, estado Táchira, y fue elaborada en hierro pintado. Es una estructura en forma de disco con una altura de 2,30 metros, un diámetro de 2 metros y un grosor de 1,20 metros, elaborado en hierro pintado (color rojo) sobre una base de concreto de aproximadamente 1,50 metros de altura y dos metros de ancho.
El artista define la obra como una figura abstracta geométrica que incorpora una pequeña esfera en su interior y que representa a un bebé, y su motivación fueron las madres.
La instalación de esta obra fue el 16 de octubre de 2013.
Daniel Suárez tiene una segunda obra en el marco del proyecto Viarte, llamada “Trinidad” y se encuentra ubicada en Barquisimeto, estado Lara, adyacente al BRT Transbarca